# Mỹ Thuận, Tân Sơn
Mỹ Thuận là một xã thuộc huyện Tân Sơn, tỉnh Phú Thọ, Việt Nam.
Xã Mỹ Thuận có diện tích 38,06 km², dân số năm 1999 là 6691 người, mật độ dân số đạt 176 người/km².